# Jacques de Molay
Jacques de Molay, född 1240–1250, död 11 mars 1314 (vissa källor uppger också 18 mars), var en av tempelherreordens stormästare.

## Biografi
De Molay anslöt sig till orden 1265 och steg i graderna snabbt, han var bland annat kommendör i England. Efter den 22:a stormästarens död blev de Molay stormästare och han flyttade från England till Cypern. Han stannade på Cypern fram till 1307 då påven Clemens V kallade honom till Frankrike. Där blev de Molay dock arresterad av Filip IV av Frankrike. Filip utsatte honom för tortyr och han erkände sin skuld under tortyren. Skulden bestod däri, att han förnekat Kristus och trampat på korset.
Den 11 mars 1314 leddes Jacques de Molay ut för att offentligt erkänna sina och ordens synder. Han tog då tillbaka sina tidigare erkännanden och sade att hans enda skuld vara att han ljugit för att undkomma tortyren.
Jacques de Molay blev då förd till Île de la Cité i Seine där han brändes på bål tillsammans med Geoffrey de Charney, ordens kommendör i Normandie. De Molay förbannade Filip när han stod på bålet.